# Де Лукки, Микеле
Микеле Де Лукки (итал. Michele De Lucchi; род. 8 ноября 1951 года) — итальянский архитектор и педагог, профессор.

## Биография
Родился в Ферраре. Изучал архитектуру в Университете Флоренции под руководством Адольфо Наталини (ит.).
В 1973 году организовал архитектурно-дизайнерскую группу «Cavart», которая стала лидером итальянского радикального дизайна. Участвовал в деятельности групп «Studio Alchimia» (англ.) и «Memphis» (ит.).
Перешёл в миланскую студию Kartell, специализирующуюся на производстве мебели из пластика. Познакомился и стал сотрудничать с Этторе Соттсассом.
Консультировал, затем был арт-директором в компании «Olivetti», автор дизайна нескольких моделей компьютеров.
С 1990-х годов работает в собственной дизайнерской студии «Produzione Privata» в Милане.
Преподаёт в Миланском техническом университете, профессор.
С декабря 2017 года — директор журнала «Domus» (ит.).
Имеет брата-близнеца.

## Промышленный дизайн

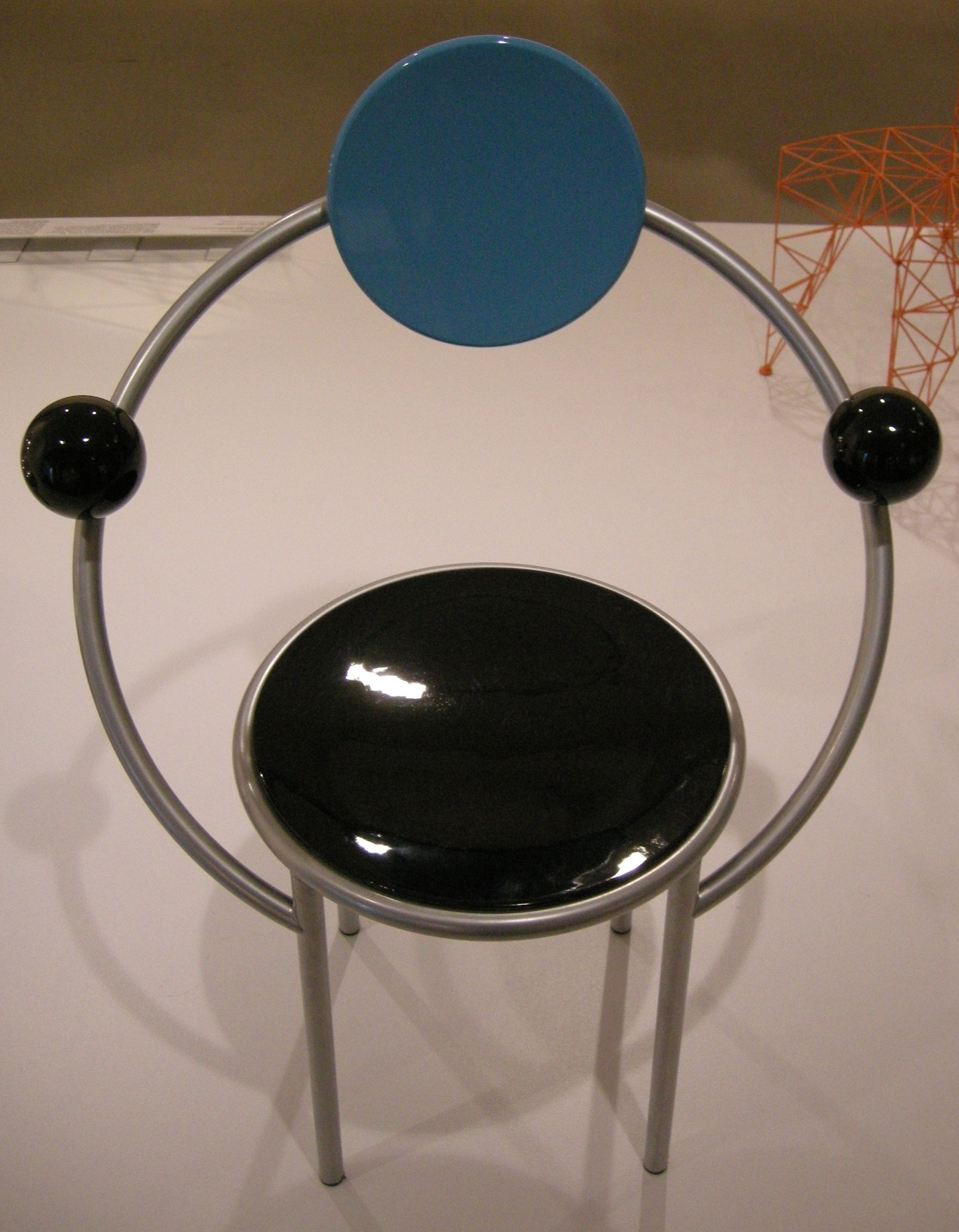
First Chair, 1983

Микеле де Лукки известен многими работами в промышленном дизайне. Наиболее известные из них:
- кресло «First Chair» для группы Memphis (1983 год)
- настольная лампа Tolomeo (англ.) для компании Artemide (ит., 1986 год), совместная работа с Жанкарло Фассина (Giancarlo Fassina), получившая премию Compasso d’oro (ит.) в 1989 году
- светодиодная лампа Castore для Artemide (2003 год), награда Compasso d’oro в 2004 году
- флюоресцентная лампа Noto для Artemide (2008 год)
- стол Vegan для Riva 1920 (2009 год), в соавторстве с Давидом Аньелли (Davide Angeli)
- книгохранилище Existence из кортеновской стали для компании De Castelli (2010 год).

## Архитектурные работы

Мост Мира в Тбилиси

Президентский дворец в Тбилиси

- Мост Мира в Тбилиси[6] (Грузия).  Мост Мира, перекинутый через Куру в районе Старого города. Стоимость строительства моста составила 12,5 млн. лари, которые выделены из городского бюджета.  Мост Мира имеет 156-метровый стальной каркас, полностью покрытый стеклом. Конструкция держится на четырёх опорах. Мост является пешеходным, попасть на него можно как из парка Рике или с улицы Ираклия II, так и с набережных реки с обоих берегов.
- Президентский дворец в Тбилиси (Грузия).  Президентская резиденция была возведена на склоне горы Авлабар в центре Тбилиси, откуда открывается захватывающий вид на город и его окрестности. Выбор этого места не случаен: оно наполнено историческим значением и олицетворяет стремление нового правительства к прогрессу и перспективам. Проект, разработанный архитектором Микеллой де Лукой, основывается на принципах современности, рационального использования пространства и уважения к культурному наследию Грузии. Резиденция задумывалась не только как место проживания президента, но и как гостеприимное пространство для проведения встреч, деловых переговоров и важных событий.  Архитектурно дворец представляет собой классическое горизонтальное здание с тремя портиками, завершённое стеклянным куполом. В последнее время дворец используется исключительно для торжественных мероприятий, так президент Грузии Саломе Зурабишвили для своих нужд выбирала более скромный бывший дворец князей Орбелиани на улице Георгия Атонели.
- Дом Юстиции (Public Service Hall) в Батуми (Грузия).
- Гостиница «Медея» в Батуми (Грузия).
- ГУМ в России.  В начале 2000-х Микеле Де Лукки был приглашен в качестве консультанта. При участии российского архитектора Павла Камышникова Микеле Де Лукки сделал основную концепцию современного ГУМа. В 2005 году после реализации проекта новых входных групп в ГУМе началась работа над концепцией фасадов, витражей и остеклений. Вместе с этим была разработана концепция праздничного освещения.

## Награды
- Офицер ордена «За заслуги перед Итальянской Республикой» (2000)[7]
- Медаль «За вклад в развитие культуры и искусства» (2003)[8]
- Президентский орден «Сияние» (2010, Грузия)
- «Золотой циркуль» (1989) за лампу Tolomeo

## Высказывания
На вопрос, что хорошего и плохого сделано в прошлом, ответил 
«Хорошего — мы позволили дизайнерам делать всё, что им заблагорассудится. Плохого — мы позволили дизайнерам делать всё, что им заблагорассудится»